# Schänis
Schänis es una comuna suiza del cantón de San Galo, ubicada en el distrito de See-Gaster. Limita al norte con la comuna de Kaltbrunn, al este con Ebnat-Kappel, Nesslau-Krummenau y Amden, al sureste con Weesen, al sur y suroeste con Glaris Norte (GL), y al oeste con Benken.

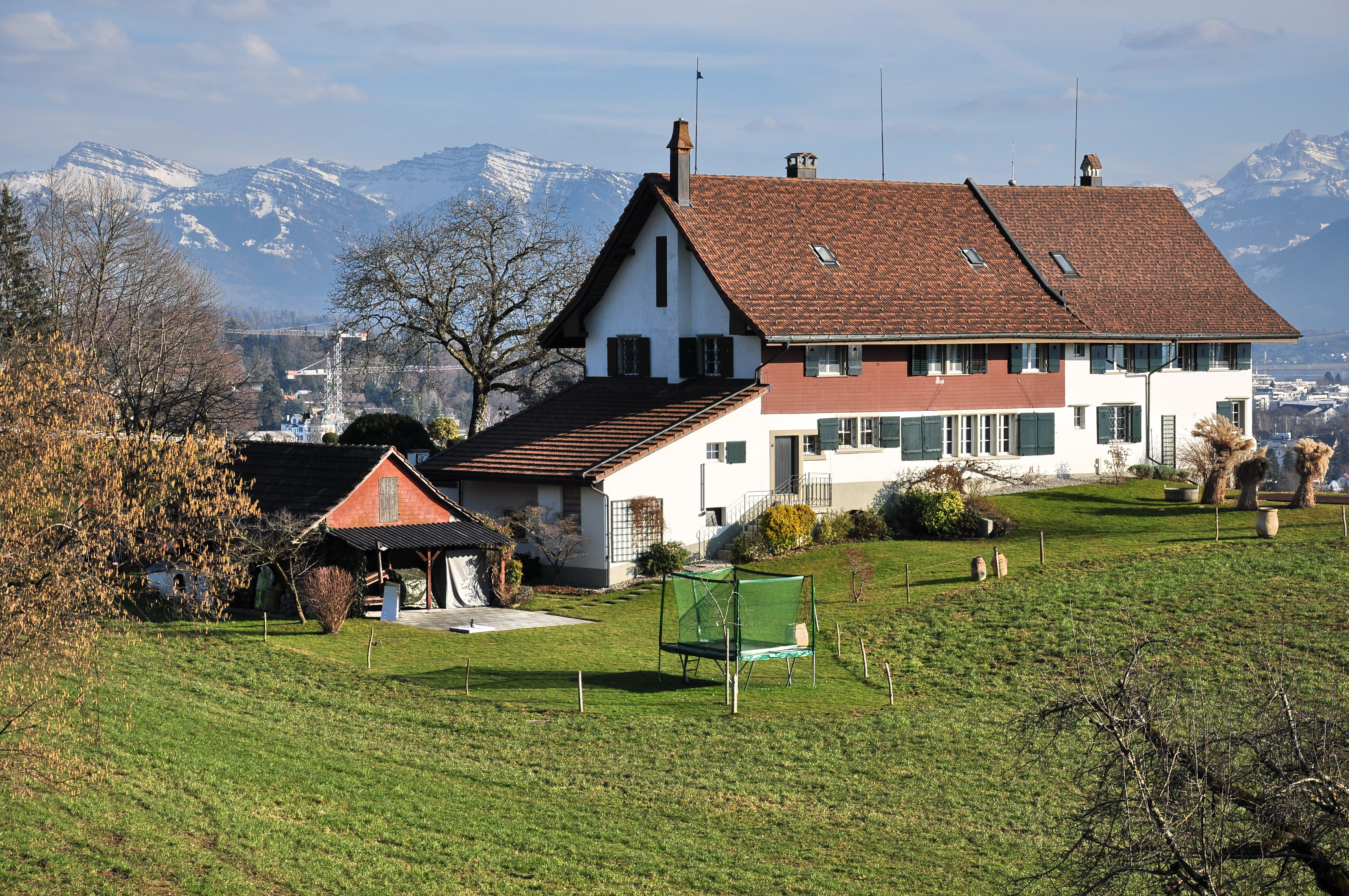
Vista de una granja en Schänis.

## Transporte
Ferrocarril
En la comuna existen dos estaciones de ferrocarril, la estación de Schänis, situada en el núcleo urbano de Schänis, donde paran trenes regionales, y la estación de Ziegelbrücke, en el sureste de la comuna, en la que efectúan parada trenes de larga distancia, regionales y de la red S-Bahn Zúrich.